# 징자오 지방
징자오 지방(중국어: 京兆地方, 한국어: 경조 지방)은 1913년부터 1928년까지 존재했던 중화민국 북양정부의 행정 구역으로 행정 중심지는 베이징시이다.
청나라 시대에 베이징 부근에 있던 5개 주와 19개 현은 순천부(順天府)에 속해 있었다. 1913년 1월 8일에 시행된 《현행 성과 지방 행정 관청 조직의 단일화에 관한 명령》(劃一現行各省地方行政官廳組織令)에 따라 설치된 순천부는 청나라 시대의 순천부를 계승했지만 행정, 사법, 재정에 관한 권한은 즈리 성(直隷省)에서 완전히 분리되었다. 순천부에 있던 4개 현은 순천부 부윤(순천부 장관)보다 먼 곳에 있었기 때문에 즈리 성에 이관되었다.
1914년 10월 4일에 《경조윤 관제》(京兆尹官制)가 시행되면서 순천부는 다른 성과 동등한 행정 권한을 가진 행정 구역인 징자오 지방으로 개편되었다. 징자오 지방은 20개 현을 관할했으며 1928년에 폐지되었다. 징자오 지방의 관할 구역은 허베이 성으로 이관되었다.